# Колумбус-хаус

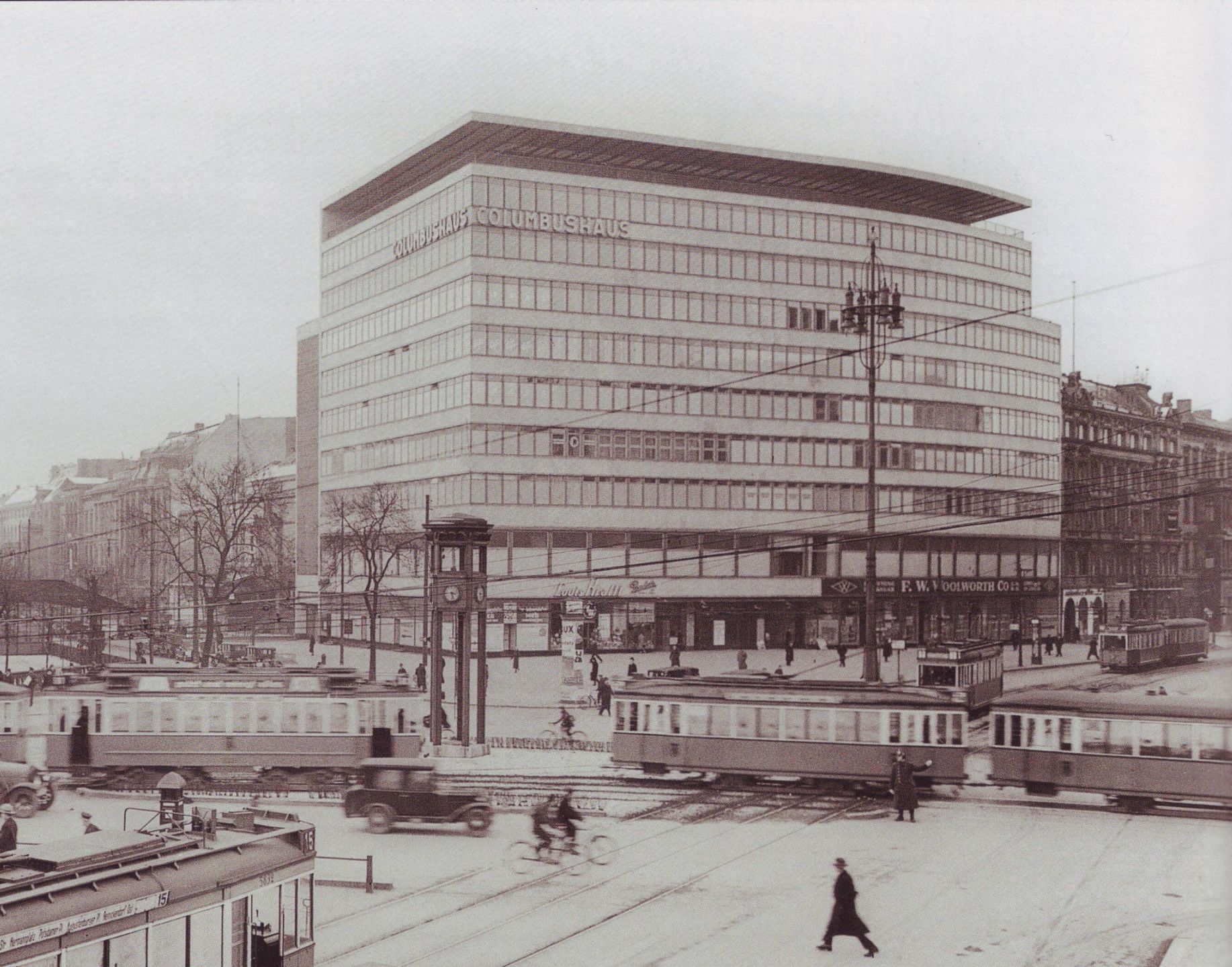
Колумбус-хаус на Потсдамской площади. 1933

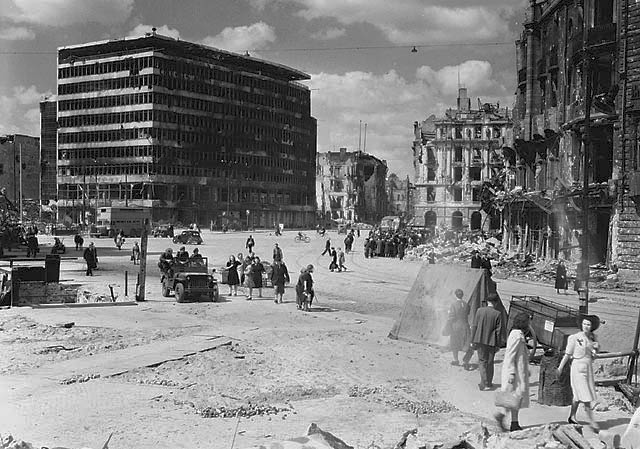
Колумбус-хаус. 1945

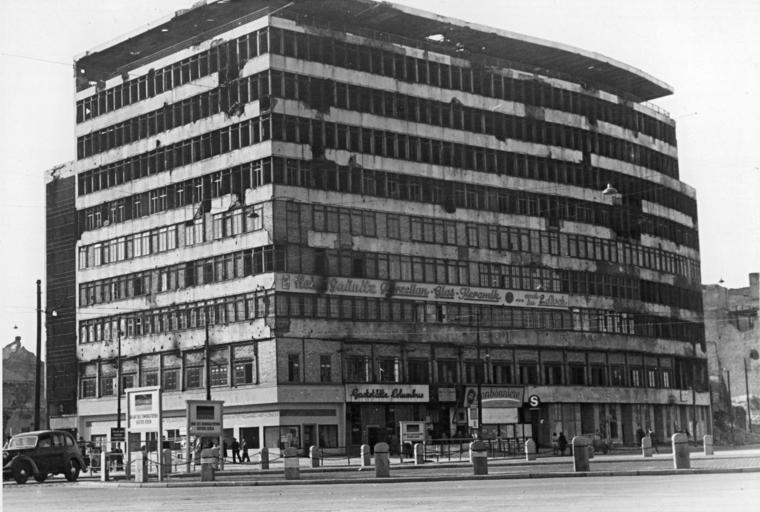
Колумбус-хаус. 1950

Колумбус-хаус (нем. Columbushaus) — несохранившееся 9-этажное торгово-офисное здание на Потсдамской площади в Берлине. Получило известность как образец современной архитектуры и как арена столкновений в ходе событий 17 июня 1953 года в ГДР.

## История
Колумбус-хаус был построен в 1930—1932 годах прогрессивным архитектором Эрихом Мендельсоном по заказу концерна «Вертхайм», владевшего земельным участком, на месте снесённого в 1928 году гран-отеля «Бельвю». Здание было снесено в 1957 году, ещё до возведения поблизости Берлинской стены. Здание находилось на земельном участке треугольной формы между улицами Фридрих-Эберт-штрассе и Бельвюштрассе, в так называемом Треугольнике Ленне.
Большое 9-этажное здание с современным горизонтальным делением фасада ярко отличалось от остальной застройки эпохи грюндерства на Потсдамской площади. Благодаря сталекаркасной конструкции в здании почти не было несущих стен. В Колумбус-хаусе впервые в Германии была установлена система искусственной вентиляции.
Тем не менее, в первые годы после сдачи в эксплуатацию высотка испытывала трудности с арендой офисных помещений на 2-8 этажах и торговых помещений на первом этаже и оставалось пустым несмотря на доступные цены. В 1932 году в Колумбус-хаусе открылся Woolworth, затем туристическое агентство и офисы нескольких компаний. На крыше была установлена неоновая реклама национал-социалистической газеты «Коричневая почта» (нем. Braune Post). Во время Олимпийских игр 1936 года в Колумбус-хаусе размещался информационный центр организационного комитета Игр. В декабре 1939 года три или четыре офисных помещения в здании были арендованы организациями, служившими прикрытием для евгенической программы «Т-4». Во время штурма Берлина в 1945 году здание получило серьёзные повреждения, но несущие конструкции сохранились.
После войны здание оказалось на территории советской зоны оккупации. «Вертхайм» использовал помещения первого этажа под магазины, а верхние этажи — под офисы. После национализации концерна магазины были переданы в систему государственной розничной торговли, в здании также разместилось отделение народной полиции. Во время волнений 17 июня 1953 года Колумбус-хаус подвергся штурму и был сожжён. Руины здания были снесены в 1957 году.
После объединения Германии в 1990 году в ходе новой застройки Потсдамской площади на месте Колумбус-хауса появился Центр Байсхайма.